# Affaire-bisschop Bär

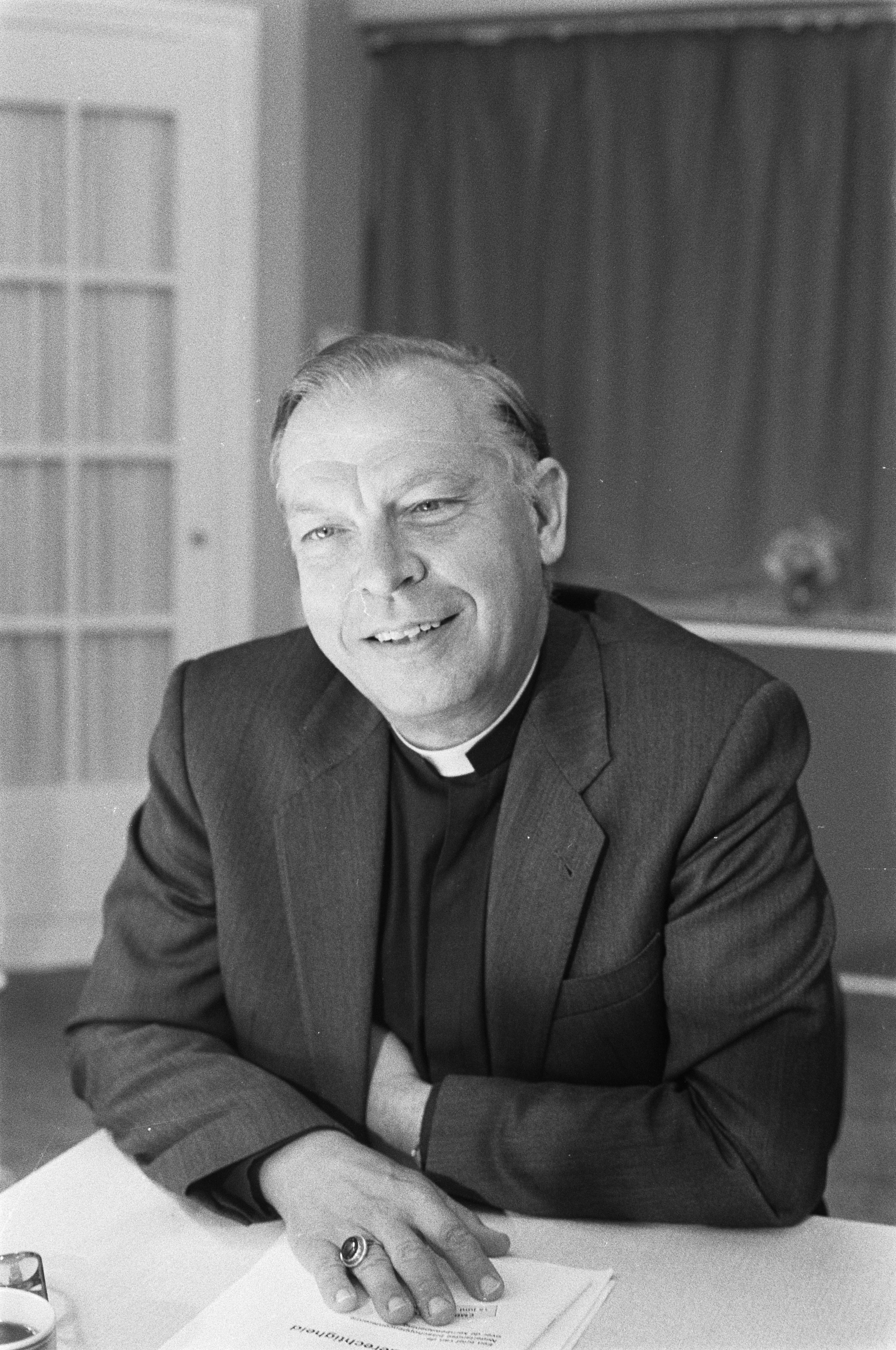
Bisschop Bär

De affaire-bisschop Bär, een kwestie die vooral in de pers als een affaire werd aangeduid, vond haar oorsprong in het plotselinge vertrek van Philippe Bär, bisschop van het bisdom Rotterdam begin maart 1993 naar het benedictijner klooster van Chevetogne. Aanvankelijk was niet duidelijk of dit een tijdelijk of permanent vertrek was, maar al snel wist het Katholiek Nieuwsblad te melden dat het uit betrouwbare bronnen in Rome had vernomen dat bisschop Bär niet meer zou terugkeren. Dat bericht bleek juist. Op 13 maart 1993 trad Bär af als bisschop van Rotterdam en als legerbisschop van de Nederlandse krijgsmacht. Sedert zijn vertrek uit Rotterdam verbleef hij tot 2020 in het benedictijner klooster in het Belgische Chevetogne, waar hij in 1954 als monnik was ingetreden.

## Achtergrond
Het onverwachte karakter van het vertrek van Bär OSB als bisschop van Rotterdam (1983-1993), en van het aftreden van J.M. Gijsen als bisschop van Roermond, gaven aanleiding tot speculaties. In de landelijke pers verschenen meteen na Bärs vertrek al berichten over geruchten over mogelijke homoseksuele contacten. Deze geruchten en de wetenschap dat hierover perspublicaties zouden gaan komen, zouden aanleiding zijn geweest voor zijn besluit om af te treden.
Met name de journalist Henk Müller beschuldigde in een artikel in de Volkskrant de "conservatieven" binnen de Katholieke Kerk van de uiteindelijke verantwoordelijkheid voor het aftreden van bisschop Bär. Deze speculaties verwoordde hij later ook in het boek Homo in de Heer. Müller schreef in de Volkskrant over een complot van vele "conservatieve katholieke organisaties". Er zou sprake zijn geweest van het, door middel van "chantage", wegwerken van Bär, namelijk door hem te dreigen met het in de pers openbaar maken van "compromitterende foto's" die het bewijs zouden vormen van homoseksuele contacten.
Dat de in katholieke kring door velen als vooruitstrevend beschouwde pastorale opvattingen van Bär van conservatieven niet veel bijval kregen, was al lang voor zijn vertrek bekend. Maar bewijzen voor het door Müller genoemde complot en het bestaan van de nooit gepubliceerde 'belastende' foto's zijn nooit geleverd. Bär zelf heeft altijd geweigerd in te gaan op de redenen voor zijn aftreden en de speculaties daaromheen.